# 황금의 제국
《황금의 제국》은 2013년 7월 1일부터 2013년 9월 17일까지 24부작 대기획으로 방송된 SBS 월화드라마이다.

## 줄거리
살아오면서 항상 발목을 붙잡아온 가난에서 벗어나기위해서 사법고시를 준비해오던 청년 장태주(고수)가 어느 봄날, 대기업 성진그룹의 이기적이고 자본주의적인 대응으로인해 아버지를 잃는다.
이에 성진그룹에게 복수를 결심한 장태주는 성진그룹의 핵심, '황금의 제국'에 입성하여 아버지를 죽인 실세들에게 복수하고, 그 과정에서 발생한 피해자들에게 복수당하는 과정을 그렸다.

## 등장 인물

### 주요 인물
- 고수 - 장태주 역

판자촌 가난한 집안 장봉호의 아들로 지독한 가난을 이겨내기 위해 할 수 있는게 공부라고 생각했고 그래서 태주는 검사가 되고 싶었다. 순수했고 가족만을 위하며 검사가 되면 자신이 이 집안을 일으킬 수 있으리라고 그렇게 태주는 믿고 살았다. 하지만 최민재가 동원한 용역철거반에 의해 아버지를 잃고 그는 처음으로 권력의 무서움을 알았다. 아버지의 마지막 유언과 복수를 위해 태주는 설희의 도움을 받아 부동산 시행사 에덴을 창립하고 타고난 배짱과 뚝심으로 승승장구하며 이 바닥에서 제법 유명한 거물이 되었다. 그리고 그는 성진그룹과의 전쟁에 뛰어들었다가 끝없는 욕망으로 인해 점점 괴물로 변해간다.
- 이요원 - 최서윤 역

최동성 회장의 차녀, 성진그룹 부회장으로 태어나서부터 금수저를 물고 태어난 여자이다. 다른 성진 일가 사람들과는 다르게 눈치도 빠르고 머리 회전도 비상하다. 아버지인 최동성이 죽은 후 공석이된 황제 자리를 차지하려는 후계구도전쟁과 본색을 드러낸 한정희의 복수극 속에서도 냉정을 잃지 않고 아버지가 일군 성진그룹을 지키려 고군분투하지만 자신의 주위를 압박하며 빠르게 치고 들어오는 최민재의 역공에 최민재를 분쇄하기 위해 장태주와 결혼하고 마침내 회장자리에 등극한 최민재를 밑으로 떨어뜨리는데 성공한다. 하지만 더 큰 야망을 위해 자신을 덮쳐오는 장태주와 성진그룹의 운명을 건 마지막 대결을 펼치게 된다.
- 손현주 - 최민재 역

최동진의 장남, 성진건설 사장으로 자신의 발톱을 숨기며 성진그룹을 차지하려는 야망을 숨기며 민재는 20여년간을 버텨왔다. 외국에 나가서 송전탑을 세우고 죽음의 위기를 수차례 넘기면서도 자신을 지탱해준 유일한 힘은 바로 무능한 장남 최원재보다는 자신을 택할 것이라는게 자신의 생각이였다. 하지만 그의 선택은 빗나갔고 최동성회장이 최서윤에게 회장자리를 물려주자 그의 열등감과 분노가 폭발한다. 민재는 태주와 손을잡고 최서윤을 압박하지만 태주의 계략에 말려들어 참패하고 본색을 드러낸 한정희와 손을 잡고 태주를 분쇄하고 회장자리를 차지한다. 하지만 한정희의 계략에 의해 회장자리를 잃은 민재는 서윤과 손을 잡고 태주를 견제하기로 마음먹게 된다.
- 류승수 - 조필두 역

전직 조폭출신의 부동산 디벨로퍼로 개발붐을 타고 철거용역자로 변신해 최민재의 수족으로 일했으나 최민재에게 배척당하고 조직이 파산당한 뒤 시련에 빠진 자신을 구해준 태주에게 영원한 충성을 맹세했다. 이후 장태주의 수족으로 일하며 부동산시공사 에덴의 상무로, 후에는 성진그룹 상무로 고속승진한다. 최민재, 한정희, 최서윤과 성진건설 황제자리를 둔 대결을 지켜보면서 항상 태주 옆에서 그를 보좌하며 지킨다.
- 장신영 - 윤설희 역

부동산시공사 에덴의 사장이자 태주의 학교 선배로 이지적이고 도도하고 차가운 외모 속에 날카로운 눈과 빠른 두뇌회전력을 보유한 한 떨기 장미꽃 같은 여자이다. 조필두와 거래하여 태주를 위기로 내몰았으나 자신이 배신했음에도 자신을 믿고 따라주는 태주에 동화되어 그를 사랑하게 된다. 태주를 위해 살인죄까지 쓰고 감옥까지 다녀오지만 자신과 여생을 함께 하겠다는 태주의 말만 믿고 태주를 악착같이 기다린다.

### 성진그룹 인물
- 박근형 : 최동성 역

성진그룹의 창립자로 대한민국을 이끄는 황금의 제국 성진그룹의 수장이다. 탁월한 판단력과 자신이 마음먹은 일은 이뤄내고야 마는 거침없는 성격의 소유자로 자신의 자리를 빼앗고 황제 자리에 서려는 민재를 견제하려 민재의 동생이자 자신의 동생 동진의 둘째아들 용재를 감옥에 가둬 죽게 만든다. 이 후 뇌종양 선고를 받고 수술을 받았으나, 그 후유증으로 치매에 걸렸고 1997년 사망한다.
- 정한용 : 최동진 역

최동성 회장의 동생이자 전 성진건설 사장으로 전직 군인 출신이다. 최민재가 성진건설 사장으로 있기 전 사장직을 지냈다. 용재가 죽은 후 복수를 위해 자신의 형이였던 최동성에게 칼을 겨누지만 자신의 힘은 형에 비해 약하다는 사실을 깨닫고 자신의 직위를 모두 내려둔 후 시골로 내려가 농장을 경영한다. 헛된 욕망과 권력에 대한 집착을 보이는 자신의 첫째 아들 민재를 야망과 권력의 아집인 성진그룹에서 빼내기 위해 무진 애쓰지만 자신의 말을 듣지 않는 민재 때문에 가슴 아파한다. 후에 아들 민재의 죄를 모두 뒤집어쓰고 감옥에 가게 된다.
- 김미숙 : 한정희 역

최동성 회장의 부인으로 원래 일성그룹 사장의 부인이였으나 최동성에 의해 회사가 파산하고 남편이 죽자 복수를 위해 최동성의 아내가 되어 27년간이나 결혼생활을 유지하며 칼을 갈아왔다. 최동성 회장이 죽은 뒤 자신의 아들 성재를 회장자리에 앉히려 하지만 서윤의 공작으로 무산되자 민재와 손을 잡고 성진그룹을 장악할 야심을 품는다. 하지만 민재가 서윤에 의해 회장자리에서 강등되자 서윤과 피할 수 없는 대결을 펼치지만 유일한 약점인 아들 성재가 검찰에 자수하자 절망에 빠지며 성진그룹에서 스스로 물러나게 된다. 이 후 치매 선고를 받고 사망한다.
- 엄효섭 : 최원재 역

최동성 회장의 장남으로 3대 성진그룹 회장이다. 최동성 회장의 맏아들로 생각이 짧고 머리보다 몸이 먼저 반응하는 능력없는 인물이다. 서윤에 대한 열등감과 질투로 가득차있다가 태주의 공작에 의해 회장이된뒤 그 권세를 다 펴보려 하지만 태주에 막혀 답답해한다. 뒤늦게 서윤에 의해 자신이 태주의 꼭두각시 밖에 안된다는 사실을 깨닫고 태주의 제안인 공동회장 자리를 포기한다. 하지만 이후 장태주의 계략으로 인해 비리가 폭로되면서 구속수감 하게 된다.
- 고은미 : 박은정 역

최동성 회장의 장남 최원재의 아내. 성진백화점의 주인으로 허영심으로 가득하고 도도하고 사치가 넘친다. 자신의 남편이 후계순위 1순위라는 생각에 믿고 같이 살았으나 태주와 서윤이 후계전쟁에 뛰어들고 승패를 알 수 없게 되자 상황을 보며 이리저리 붙어다닌다.
- 신동미 : 최정윤 역

최동성 회장의 장녀. 성진골프장과 성진콘도의 주인으로 후계전쟁에서 이리저리 휘둘린다. 귀가 얇고 남편말이면 다 듣는다.
- 정욱 : 손동휘 역

최동성 회장의 장녀 최정윤의 남편. 검사 출신이다. 여기저기 염문을 뿌리고 다니지만 그와 못지않게 거래에 능하다. 민재의 사주에 의해 태주를 위기로 몰아넣지만 나중에는 태주와 거래를 하고 민재를 위기로 몰아넣는다.
- 이현진 : 최성재 역

최동성 회장의 막내 아들이나 친아들이 아닌 한정희와 전 남편 사이의 아들이다. 한정희와 최서윤의 대립을 지켜보면서 일을 끝맺기 위해 검찰로 자진출두 한다.
- 최용민 : 박진태 역

최동성 회장의 며느리 박은정의 아버지이자 최서윤을 보좌하는 전무이다.
- 박지일 : 강호연 역

최민재의 측근이나 실은 한정희와 내통하고 있다.
- 동하 : 최용재 역

최동진의 차남. 주가조작, 횡령혐의로 구속된 뒤 교도소에서 천식으로 죽는다.

### 장태주의 주변 인물
- 남일우 : 장봉호 역 (특별출연)

장태주의 아버지. 한평생 밑바닥에서 살았지만 단 한번도 더러운 돈을 만진 적 없는 성실한 사람이다. 최민재가 재개발건으로 용역자들을 동원하여 건물을 헐려고 하자 건물에서 농성하다 사망한다.
- 선우은숙 : 유순옥 역 - 장태주의 어머니
- 윤승아 : 장희주 역 - 장태주의 동생
- 김강현 : 나춘호 역 - 장태주의 친구

### 그 외 인물
- 이원재 : 김광세 역 - 국회의원. 장태주에게 살해당함.
- 진서연 : 정유진 역 - 최민재와 결혼했으나 최민재가 성진그룹 회장이 되면서 이혼당함.
- 권태원 : 정병국 역 - 대한은행장, 정유진의 아버지
- 박화성 : 오상구 역 - 조필두의 부하였으나 배신함.
- 신범식

### 특별출연
- 고인범 : 상가 건물주 사장 역
- 이일화 : 임윤희 역 - 최민재의 전처

## 시청률
최저 시청률과 최고 시청률은 시청률 조사회사와 지역별로 시청률에 차이가 있을 수 있습니다.
| 제1회       | 7월 1일     | 8.5%  | 9.2%  |
| 제2회       | 7월 2일     | 9.0%  | 9.9%  |
| 제3회       | 7월 8일     | 9.3%  | 10.0% |
| 제4회       | 7월 9일     | 9.2%  | 10.2% |
| 제5회       | 7월 15일    | 10.5% | 11.4% |
| 제6회       | 7월 16일    | 10.7% | 11.5% |
| 제7회       | 7월 22일    | 10.1% | 11.8% |
| 제8회       | 7월 23일    | 10.7% | 11.9% |
| 제9회       | 7월 29일    | 10.4% | 11.4% |
| 제10회      | 7월 30일    | 10.2% | 12.0% |
| 제11회      | 8월 5일     | 10.3% | 12.4% |
| 제12회      | 8월 6일     | 11.0% | 13.6% |
| 제13회      | 8월 12일    | 10.0% | 11.9% |
| 제14회      | 8월 13일    | 11.2% | 13.6% |
| 제15회      | 8월 19일    | 10.7% | 12.5% |
| 제16회      | 8월 20일    | 11.7% | 13.8% |
| 제17회      | 8월 26일    | 11.2% | 12.9% |
| 제18회      | 8월 27일    | 11.4% | 13.3% |
| 제19회      | 9월 2일     | 11.4% | 13.7% |
| 제20회      | 9월 3일     | 10.6% | 13.1% |
| 제21회      | 9월 9일     | 10.8% | 12.3% |
| 제22회      | 9월 10일    | 11.2% | 13.0% |
| 제23회      | 9월 16일    | 10.3% | 12.6% |
| 제24회      | 9월 17일    | 9.7%  | 11.2% |
| 평균 시청률 | 평균 시청률 | 10.4% | 12.1% |

## 동시간대 드라마
- KBS 월화 미니시리즈

《상어》 (2013년 5월 27일 ~ 2013년 7월 30일)
《굿 닥터》 (2013년 8월 5일 ~ 2013년 10월 8일)
- MBC 월화드라마

《불의 여신 정이》 (2013년 7월 1일 ~ 2013년 10월 22일)

## 수상
- 2013년 SBS 연기대상 10대 스타상, 여자 최우수상 이요원